# Valdomiro
Valdomiro Vaz Franco, noto semplicemente come Valdomiro (Criciúma, 17 febbraio 1946), è un ex calciatore brasiliano, di ruolo attaccante. Figura tra i giocatori con più presenze di sempre con la maglia dell'Internacional di Porto Alegre, squadra nella quale ha militato per quattordici anni.

## Caratteristiche tecniche
Giocava come attaccante, ricoprendo il ruolo di ala destra. Era rapido, abile nel dribbling e nella finalizzazione, riuscendo anche a risultare pericoloso nell'esecuzione di calci piazzati.

## Carriera

### Club
Fu portato all'Internacional da un ex idolo del club, Tesourinha, che fece sì che la società lo acquistasse dal Comerciário, squadra con la quale era reduce dalla vittoria del campionato Catarinense. Nonostante qualche attrito iniziale con la tifoseria, presto entrò a far stabilmente parte della squadra che vinse il campionato statale per otto volte consecutive (dal 1969 al 1976), unico elemento a essere presente in tutte le edizioni del campionato vinte continuativamente. Fu inoltre l'autore dell'assist vincente per il gol di Elías Figueroa, che diede al club il campionato nazionale del 1975. Secondo le statistiche del club ha accumulato più di ottocento partite nel corso dei quattordici anni di permanenza, che lo renderebbero il giocatore con più apparizioni con la maglia dell'Internacional. Lasciò poi il sodalizio brasiliano per trasferirsi al Millonarios di Bogotà, disputando il campionato nazionale fino al 1981; dopo la breve esperienza in Colombia, tornò in patria, ritirandosi al termine del Taça de Ouro 1982.

### Nazionale
Il debutto internazionale di Valdomiro avvenne in occasione della partita amichevole contro la Bolivia, il 27 maggio 1973, incontro nel quale, tra l'altro, segnò anche la sua prima rete in Nazionale. Venne incluso nella lista dei convocati per il campionato del mondo 1974, tenutosi in Germania Ovest. Il suo debutto in questa manifestazione avvenne il 13 giugno a Francoforte contro la Jugoslavia. Subentrato a Leivinha a partita in corso nel turno successivo, segnò al 79º minuto contro lo Zaire. Dopo la fine del Mondiale, che aveva visto il Brasile chiudere al quarto posto, venne convocato nuovamente da Cláudio Coutinho per due partite delle qualificazioni al campionato mondiale di calcio 1978.

## Palmarès

### Club

#### Competizioni nazionali
- Campionato Catarinense: 1

Comerciário: 1967
- Campionato Gaúcho: 10

Internacional: 1969, 1970, 1971, 1972, 1973, 1974, 1975, 1976, 1978, 1982
- Campionato brasiliano: 3

Internacional: 1975, 1976, 1979

### Individuale
- Capocannoniere del Campionato Gaúcho: 1

1971 (6 gol), 1978 (15 gol)
- Bola de Prata: 1

1976